# Canthon puncticollis
Canthon puncticollis är en skalbaggsart som beskrevs av Leconte 1866. Canthon puncticollis ingår i släktet Canthon och familjen bladhorningar. Inga underarter finns listade.